# Chutes Russell
Les chutes Russell sont des chutes d'eau du parc national du mont Field au centre de l'île de Tasmanie en Australie. Elles se situent à 100 m en aval des chutes Horseshoe et à quelques km des chutes Lady Barron.

## Historique
Découvertes en 1856 à une heure de la capitale Hobart, elles sont d'abord baptisées « chutes Browning » puis rebaptisées « chutes Russell » en 1884. 

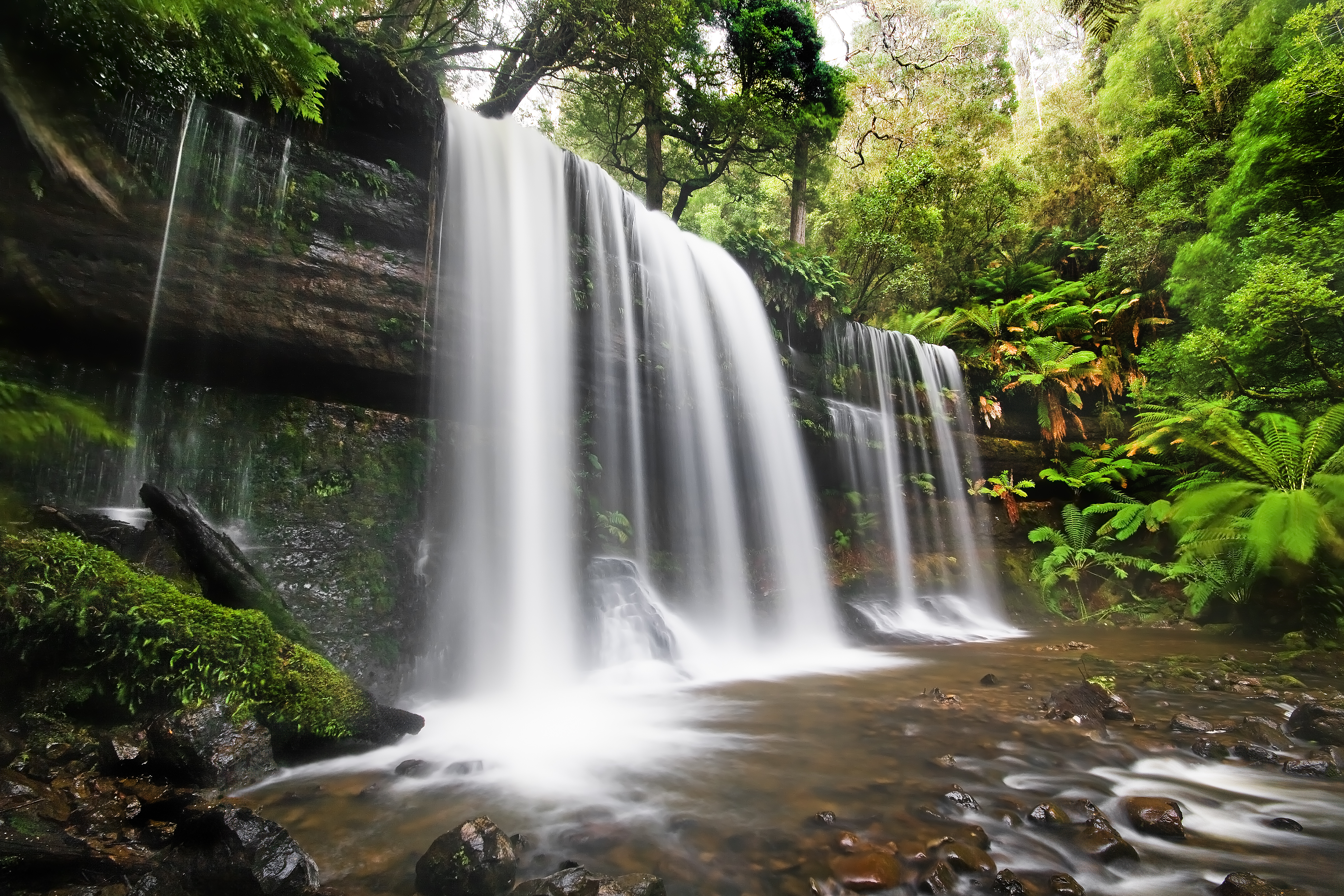
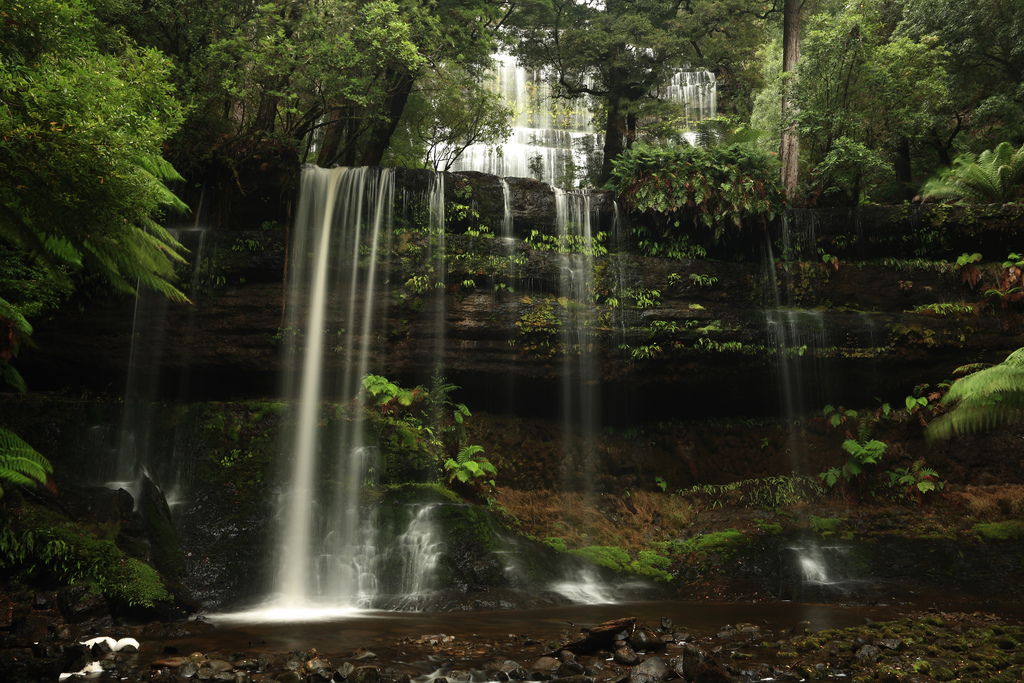
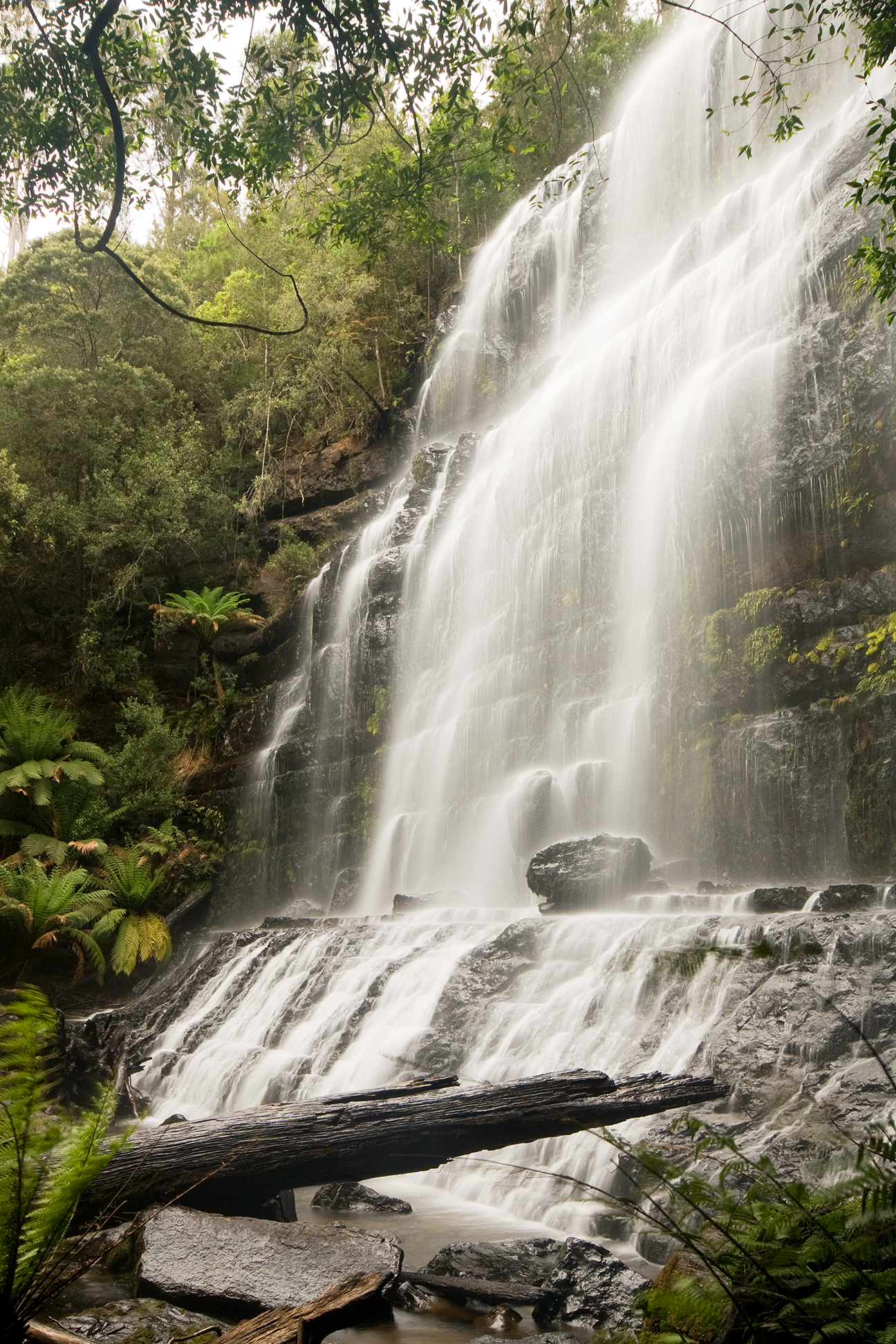

En 1885 le site de ses chutes d'eau est protégé à titre de réserve naturelle de Tasmanie pour sa beauté naturelle, et le parc national du mont Field (plus vieux parc aborigène du pays) est déclaré parc national en 1916.